# Campbell (Nebraska)
Campbell és una població dels Estats Units a l'estat de Nebraska. Segons el cens del 2000 tenia 387 habitants.

## Demografia
Segons el cens del 2000, Campbell tenia 387 habitants, 151 habitatges, i 101 famílies. La densitat de població era de 415,1 habitants per km².
Dels 151 habitatges en un 27,8% hi vivien nens de menys de 18 anys, en un 51% hi vivien parelles casades, en un 9,9% dones solteres, i en un 32,5% no eren unitats familiars. En el 29,8% dels habitatges hi vivien persones soles el 21,2% de les quals corresponia a persones de 65 anys o més que vivien soles. El nombre mitjà de persones vivint en cada habitatge era de 2,32 i el nombre mitjà de persones que vivien en cada família era de 2,83.
Per edats la població es repartia de la següent manera: un 21,4% tenia menys de 18 anys, un 7,5% entre 18 i 24, un 20,7% entre 25 i 44, un 15,8% de 45 a 60 i un 34,6% 65 anys o més.
L'edat mediana era de 45 anys. Per cada 100 dones de 18 o més anys hi havia 88,8 homes.
La renda mediana per habitatge era de 26.000 $ i la renda mediana per família de 33.438 $. Els homes tenien una renda mediana de 27.917 $ mentre que les dones 16.750 $. La renda per capita de la població era de 13.594 $. Aproximadament el 7,4% de les famílies i el 13,3% de la població estaven per davall del llindar de pobresa.

## Poblacions més properes
El següent diagrama mostra les poblacions més properes.